# حسن مدنی
سید حسن مدنی  (زاده ۱۳۲۲ خورشیدی، شاهرود)، تهران استادیار دانشکده مهندسی معدن دانشگاه صنعتی امیرکبیر و برنده کتاب سال ایران است.
کتاب اصول پی جویی، اکتشاف و ارزیابی ذخایر معدنی وی، در دوره ششم کتاب سال جمهوری اسلامی ایران از سوی وزارت فرهنگ و ارشاد اسلامی به عنوان کتاب سال برگزیده شده‌است.
وی دارای مدرک مهندسی معدن از دانشگاه تهران در سال ۱۳۴۵ بوده و از سال ۱۳۵۴ تا کنون به عنوان استادیار دانشکده مهندسی معدن دانشگاه صنعتی امیرکبیر به تدریس مشغول است.
از کتاب‌های وی می‌توان به آبکشی و آبرسانی در معادن، آشنایی با معدنکاری، اصول استخراج معادن، اصول اکتشاف مواد معدنی، اصول پی جویی، اکتشاف و ارزیابی ذخایر معدنی، تهویه در معادن، در جستجوی مواد معدنی، زغال سنگ، زمین‌شناسی ساختمانی و تکتونیک، زمین‌شناسی عمومی، کانی‌ها را بشناسیم، مقاومت مصالح و مکانیک سیالات و هیدرولیک اشاره نمود.

## منبع
1. ↑  http://ketabsal.ir/Forms/CourseChosenBookDetails.aspx?ID=993&Course=
2. ↑  «نسخه آرشیو شده». بایگانی‌شده از اصلی در ۸ ژوئیه ۲۰۱۵. دریافت‌شده در ۷ ژوئیه ۲۰۱۵.
3. ↑  «نسخه آرشیو شده». بایگانی‌شده از اصلی در ۸ ژوئیه ۲۰۱۵. دریافت‌شده در ۷ ژوئیه ۲۰۱۵.